# Орден Мубарака Великого
Орден Мубарака Великого — высшая государственная награда Кувейта, зарезервированная за монархами и главами иностранных государств.

## История
Орден Мубарака Великого был учреждён 16 июля 1974 года эмиром Кувейта Сабахом III и назван в честь шейха Кувейта Мубарака I ас-Сабах, который в 1897 году добился независимости Кувейта от Османской империи.
Орден предназначен для вручения монархам и главам иностранных государств в соответствии с дипломатическим протоколом в знак дружбы между странами.
В 1992 году в статут ордена были внесены изменения, по которым знак ордена получил новый вид.

## Степени
Орден имеет две степени:
- Орденская цепь и звезда на левой стороне груди.
- Знак на широкой чрезплечной ленте и звезда на левой стороне груди.

## Описание

### Первый тип (до 1992 года)
Знак ордена представлял собой золотой круглый медальон, покрытый голубой эмалью с золотым узором. В центре помещалась золотая восьмиконечная звезда с изображением государственного герба Кувейта.
Орденская цепь состояла из чередующихся звеньев:
- восьмиконечные звёзды белой эмали с арабской монограммой Кувейта золотом.
- трапециевидные пластины голубой эмали с центральным элементом государственного герба Кувейта — плывущий доу с флагом Кувейта на фоне белых облаков и голубого неба и бело-голубых волн.

### Второй тип (после 1992 года)
Знак и звезда ордена идентичны.
Знак представляет собой золотую восьмиконечную прямоугольную звезду с небольшими штралами между лучей, с широкой каймой синей эмали, по которой орнамент золотом, с центральной звездой белой эмали. В центре изображён государственный герб Кувейта.
Орденская цепь состоит из чередующихся звеньев:
- восьмиконечные звёзды белой эмали с арабской монограммой Кувейта золотом.
- фигурные пластины с центральным элементом государственного герба Кувейта — плывущий доу с флагом Кувейта на фоне белых облаков и синего неба и бело-синих волн.